# WinBIAP
WinBIAP ist eine modular aufgebaute Management-Software, Internetkatalog (OPAC) und Internet-Portalsoftware für öffentliche Bibliotheken, Schulbibliotheken, Fahrbibliotheken, Patientenbibliotheken, Firmen- und Spezialbibliotheken und Medienzentren. Über 1000 Bibliotheken der dbv-Sektionen 2, 3A, 6 und 8 haben WinBIAP bundesweit im Einsatz, beispielsweise die nichtöffentliche Spezialbibliothek der Gewerkschaft der Polizei GdP.

## Hersteller
Entwickelt wurde das Programm von der Firma datronicsoft IT Systems GmbH & Co KG, die 1972 als Tochtergesellschaft der Paul Kieser Endlosdruck und Verlag gegründet wurde, hervorgegangen aus der E. Kieser KG 1917. 1985 erfolgte der Markteinstieg als Softwareanbieter für Bibliothekssysteme. Das inhabergeführte Unternehmen hat seinen Firmensitz in Augsburg.

## Beschreibung
WinBIAP ist ein modular aufgebautes Bibliothekssystem, die Module umfassen Katalogisierung, Erwerbung, Ausleihe, Konfiguration, Administration und Statistik. Der Import von Pool- und Fremddaten aller bibliothekarischen Standardformate erfolgt direkt in den Katalog. Katalogdaten werden über diverse Schnittstellen, Z39.50, Webservice importiert und im MABII bzw. MARC21-Format gespeichert. datronicsoft IT Systems stellt den WebOPAC basierend auf WordPress zur Verfügung, mit eigens entwickelter B24-App, als mobile Version. Eine lokale Installation ist als auch Cloudlösung im Einsatz.

## Verbundlösung
Mit der RegioTHEK bildet WinBIAP eine virtuelle Bibliothek mit realen Filialen ab. Die RegioThek ist von der Bibliothekssoftware unabhängig und unterstützt Bibliotheken mit unterschiedlichen IT-Systemen. Beispielsweise sind im Verbund bibliofranken fünfzehn Gemeinden in Unterfranken zusammengeschlossen, um einen Online Verbund zu bilden.